# Vale Central

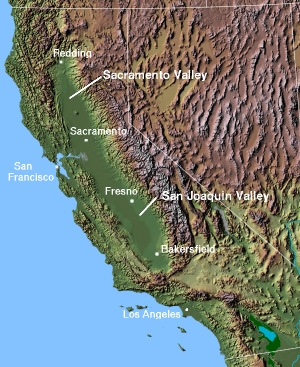
O Vale Central da Califórnia.

O Vale Central é um vale largo e plano que domina a parte central do estado da Califórnia, Estados Unidos. Nele estão situadas muitas das mais produtivas iniciativas agrícolas do estado.
O vale se estende por cerca de 600 km, de norte a sul. Sua metade norte é citada como Vale de Sacramento, enquanto que a metade sul é conhecida como Vale San Joaquin. As duas metades são unidas pelo delta dos rios Sacramento e San Joaquin, uma ampla área de canais interconectados, leitos de rios, pântanos, brejos e ilhotas turfosas.